# Eleição municipal de Barreiras em 2016
A eleição municipal de Barreiras em 2016 foi realizada para eleger um prefeito, um vice-prefeito e 19 vereadores no município de Barreiras, no estado brasileiro da Bahia. Foram eleitos João Barbosa de Souza Sobrinho e Karlucia Crisostomo Macedo  para os cargos de prefeito(a) e vice-prefeito(a), respectivamente. Seguindo a Constituição, os candidatos são eleitos para um mandato de quatro anos a se iniciar em 1º de janeiro de 2017. A decisão para os cargos da administração municipal, segundo o Tribunal Superior Eleitoral, contou com 94 611 eleitores aptos e 17 075 abstenções, de forma que 18.05% do eleitorado não compareceu às urnas naquele turno.

## Antecedentes
Na eleição municipal de 2012, Antonio Henrique de Souza Moreira, do PP, derrotou os candidatos Jusmari Terezinha de Souza Oliveira, Renato José dos Santos, José Roberto Araújo Batista e João Barbosa de Souza Sobrinho. O candidato foi eleito com 33,33% que representa 23.108 dos votos. Antonio Henrique passou 12 anos como prefeito de Barreiras.

## Campanha
Um  fato engraçado que está ligado as pessoas que votam é que no município de Feira de Santana apenas um pouco mais da metade da população de 617,5 mil habitantes votam, sendo essa cidade a maior em habitantes do estado.

## Resultados

### Eleição municipal de Barreiras em 2016 para Prefeito
A eleição para prefeito contou com 3 candidatos em 2016: João Barbosa de Souza Sobrinho do Democratas (Brasil), Tito do Partido da Social Democracia Brasileira, Antonio Henrique de Souza Moreira do Progressistas que obtiveram, respectivamente, 36 186, 17 475, 19 187 votos. O Tribunal Superior Eleitoral também contabilizou 18.05% de abstenções nesse turno.
| Candidato(a)                           | Vice                       | Coligação                       | Votos recebidos | Percentual |
| -------------------------------------- | -------------------------- | ------------------------------- | --------------- | ---------- |
| João Barbosa de Souza Sobrinho (DEM)   | Karlucia Crisostomo Macedo | Agora é a Vez de Barreiras      | 36186           | 49.67%     |
| Antonio Henrique de Souza Moreira (PP) | Moises Almeida Schmidt     | Para Barreiras Seguir em Frente | 19187           | 26.34%     |
| Tito (PSDB)                            | Cassio Santos Machado      | Mudança pra Valer               | 17475           | 23.99%     |

### Eleição municipal de Barreiras em 2016 para Vereador
Na decisão para o cargo de vereador na eleição municipal de 2016, foram eleitos 19 vereadores com um total de 73 912 votos válidos. O Tribunal Superior Eleitoral contabilizou 1 303 votos em branco e 2 321 votos nulos. De um total de 94 611 eleitores aptos, 17 075 (18.05%) não compareceram às urnas.
| Nome                                    | Partido político                               | Coligação                            | Votos recebidos | Percentual |
| --------------------------------------- | ---------------------------------------------- | ------------------------------------ | --------------- | ---------- |
| Maria das Graças Melo do Espírito Santo | Partido Trabalhista Brasileiro (PTB)           | Agora é a Vez da Esperança           | 2398            | 3.24%      |
| Ben-Hir Aires de Santana                | Partido Progressista (PP)                      | Barreiras Firme e Forte              | 1900            | 2.57%      |
| Cezar Augusto Moreira de Souza          | Avante (AVANTE)                                | Compromisso com Barreiras            | 1836            | 2.48%      |
| José Barbosa Pires Junior               | Partido Social Cristão (PSC)                   | Agora é a Vez da Mudança             | 1699            | 2.3%       |
| Eugenio de Araujo Fernandes             | Movimento Democrático Brasileiro (MDB)         | Agora é a Vez da Mudança             | 1617            | 2.19%      |
| João Felipe de Melo Lacerda             | Partido Trabalhista Brasileiro (PTB)           | Agora é a Vez da Esperança           | 1445            | 1.96%      |
| Antonio Eugenio Barboza                 | Partido Comunista do Brasil (PCdoB)            | Barreiras Firme e Forte              | 1326            | 1.79%      |
| Francisco Bezerra Sobrinho              | Partido Pátria Livre (PPL)                     | Partido Pátria Livre (sem coligação) | 1313            | 1.78%      |
| Silma Rocha Alves                       | Partido Republicano Brasileiro (PRB)           | Compromisso com Barreiras            | 1248            | 1.69%      |
| Almery Messias da Silveira              | Democratas (DEM)                               | Agora é a Vez da Esperança           | 1197            | 1.62%      |
| Carlos Henrique Souza Costa             | Partido Humanista da Solidariedade (PHS)       | Compromisso com Barreiras            | 1132            | 1.53%      |
| Eurico Queiroz Filho                    | Partido Republicano Brasileiro (PRB)           | Compromisso com Barreiras            | 1080            | 1.46%      |
| Izabel Rosa de Oliveira dos Santos      | Partido Social Liberal (PSL)                   | O Trabalho Vai Vencer                | 1068            | 1.44%      |
| Gilson Rodrigues de Souza               | Democratas (DEM)                               | Agora é a Vez da Esperança           | 1056            | 1.43%      |
| Antonio Carlos de Almeida Matos         | Partido Progressista (PP)                      | Barreiras Firme e Forte              | 1054            | 1.43%      |
| Hipolito dos Passos de Deus             | Partido Trabalhista Cristão (PTC)              | Unidos Somos Fortes                  | 982             | 1.33%      |
| Otoniel Nascimento Teixeira             | Partido Democrático Trabalhista (PDT)          | Agora é a Vez da Mudança             | 934             | 1.26%      |
| Nereu Paulo Bertoli                     | Rede Sustentabilidade (REDE)                   | Mudar pra Melhor                     | 754             | 1.02%      |
| Marcos Reis Macedo Ramos                | Partido da Social Democracia Brasileira (PSDB) | Mudar pra Melhor                     | 696             | 0.94%      |

## Análise
Tendo um panorama da eleição municipal de Barreiras em 2016, pode ser visto que a quantidade de eleitores (94,6 mil eleitores) é bem menor do que a população do locar, que é de 153 mil habitantes. Zito Barbosa estava sendo candidato para prefeito da cidade pela segunda vez e já havia sido prefeito do município de São Desidério, que é localizado na região oeste do estado. Ou seja, Barreiras tem sob seu comando alguém com uma certa experiência, isso pode ter influenciado a população fazendo com que ele ganhasse (49,67%) com uma grande margem de votos em relação ao segundo colocado (26,34% dos votos) que foi o Antônio Henrique, do PP.